# Anolis strahmi
Anolis strahmi е вид влечуго от семейство Dactyloidae. Видът е застрашен от изчезване.

## Разпространение
Разпространен е в Доминиканска република.